# Lizzy Greene
Elizabeth „Lizzy“ Greene (* 1. Mai 2003 in Dallas, Texas) ist eine US-amerikanische Schauspielerin. Sie ist vor allem bekannt für ihre Rolle als Dawn Harper in der US-Sitcom Nicky, Ricky, Dicky & Dawn. Ihre deutsche Synchronstimme ist Sarah Tkotsch.

## Filmografie (Auswahl)
- 2014: Die Thundermans (The Thundermans, Fernsehserie, Folge 2x04 Pheebs Will Rock You)
- 2014–2018: Nicky, Ricky, Dicky & Dawn (Fernsehserie, 84 Folgen)
- 2015: Nickelodeons Superstars Superweihnachten (Nickelodeon’s Ho Ho Holiday Special, Fernsehfilm)
- 2017: Nickelodeons Super Sommercamp Special (Nickelodeon’s Sizzling Summer Camp Special, Fernsehfilm)
- 2017: Winzige Weihnachten (Tiny Christmas, Fernsehfilm)
- 2018: Knight Squad – Die jungen Ritter (Knight Squad, Fernsehserie, Folge 1x17 Fright Knight)
- 2018–2023: A Million Little Things (Fernsehserie, 64 Folgen)
- 2019: Cousins fürs Leben (Cousins for Life) (Fernsehserie, Folge 1x03 Scammer Time)
- 2025: Ransom Canyon (Fernsehserie)